# Sanhoane (Mogadouro)
Sanhoane ist ein Ort und eine ehemalige Gemeinde (Freguesia) im portugiesischen Kreis Mogadouro. Die Gemeinde hatte 126 Einwohner (Stand 30. Juni 2011).
Am 29. September 2013 wurden die Gemeinden Sanhoane, Brunhozinho und Castanheira zur neuen Gemeinde União das Freguesias de Brunhozinho, Castanheira e Sanhoane zusammengeschlossen. Sanhoane ist Sitz dieser neu gebildeten Gemeinde.